# Чайка Юрій Якович
Юрій Якович Чайка  (нар. 21 травня 1951, Ніколаєвськ-на-Амурі, Хабаровський край, РРФСР) — російський державний діяч, юрист. Повноважний представник Президента РФ у Північно-Кавказькому Федеральному окрузі з 22 січня 2020 року. Член Ради Безпеки Російської Федерації з 24 червня 2006 року.
Генеральний прокурор Російської Федерації (з 23 червня 2006 по 22 січня 2020 року). Міністр юстиції РФ (з 17 серпня 1999 до 23 червня 2006 року).
На підставі наслідків розслідування Фонду боротьби з корупцією, Чайка вважається таким, що провадить корупційну роботу. У громадській свідомості його діяльність співвідноситься з повним підпорядкуванням політичним замовленням із Кремля.

## Життєпис
Народився 21 травня 1951 в Ніколаєвську-на-Амурі Хабаровського краю.
Закінчив місцеву школу № 4, незабаром поступив в політехнічний інститут на факультет кораблебудування. Через 1,5 року навчання Чайка пішов працювати електриком на суднобудівному заводі.
У 1976 закінчив Свердловський юридичний інститут за спеціальністю «правознавство».
Прокурорська кар'єра Юрія Чайки стартувала в прокуратурі Усть-Удінського району.
1979—1984 — транспортний прокурор, начальник слідчого відділу Східно-Сибірської транспортної прокуратури.
1984—1986, 1988—1990 — на партійній роботі в Іркутському обкомі КПРС (інструктор відділу адміністративних органів Іркутського обкому КПРС, начальник відділу обкому КПРС).
1986—1988 — перший заступник прокурора Іркутської області — начальник слідчого відділу.
1990—1992 — прокурор Східно-Сибірської транспортної прокуратури.
1992—1995 — прокурор Іркутської області.
1995—1999 — перший заступник генерального прокурора РФ.
З квітня по серпень 1999 року — виконувач обов'язків генпрокурора РФ.
З серпня 1999 року по червень 2006 року — міністр юстиції РФ.
У 2006—2020 — генеральний прокурор Російської Федерації.
У квітні 2017 зажадав для відомства, яке очолює, права санкціонувати арешти.
8 квітня 2018 вимагає від Британії повернути вкрадені 500 млрд рублів.
20 січня 2020 подав у відставку в зв'язку з переходом на іншу роботу. У той же день Президент Росії Володимир Путін запропонував кандидатуру заступника голови Слідчого комітету Російської Федерації Ігоря Краснова на пост генерального прокурора.
21 січня 2020 Президент Росії Володимир Путін запропонував Юрію Чайці посаду Повноважного представника Президента Російської Федерації у Північно-Кавказькому федеральному окрузі. 22 січня 2020 призначений повноважним представником Президента РФ у Північно-Кавказькому федеральному окрузі. Член Ради Безпеки РФ.

### Нагороди
Державні
- Орден «За заслуги перед Вітчизною» II ступеня[10]
- 11 січня 2011 — Орден «За заслуги перед Вітчизною» III ступеня («за великі заслуги перед державою у зміцненні законності та правопорядку»)[11]
- 21 травня 2006 — Орден «За заслуги перед Вітчизною» IV ступеня («за заслуги перед державою у зміцненні законності та правопорядку»)[12]
- Орден Олександра Невського[13]
- 19 травня 2001 — Орден Пошани (за великий внесок у зміцнення законності та багаторічну сумлінну працю[14]
- 2013 — Орден Пошани (Вірменія)
- Медаль Жукова.
- Ювілейна медаль «300 років Російському флоту».
- Медаль «У пам'ять 850-річчя Москви»
- Заслужений юрист Російської Федерації

 Відомчі: 
- Медаль «За зміцнення бойової співдружності» (Міністерство оборони РФ)
- Медаль За бойової співдружності (Міністерство внутрішніх справ РФ)
- Медаль Анатолія Коні (Міністерство юстиції РФ)
- Медаль «В пам'ять 200-річчя міністерства юстиції» (Міністерство юстиції РФ)
- Медаль «У пам'ять про 125-річчя кримінально виконавчої системи Росії» (Міністерство юстиції РФ)
- Почесний працівник прокуратури Російської Федерації
- Орден Дружби (Вірменія, 2016)

 Конфесійні:
- 2011 — Орден святого благовірного князя Данила Московського I ступеня[15]
- 2012 — відзнака Предстоятеля УПЦ МП[16]

## Санкції
Від 30 грудня 2021 року Юрій Чайка доданий до санкційних списків України.
6 квітня 2022 року через війну Росії проти України перебуває під персональними санкціями США.
28 жовтня 2022 року Юрій Чайка доданий до санкційних списків Канади.
25 лютого 2022 року доданий до санкційних списків Австралії.
7 жовтня 2022 року доданий до санкційного списку Японії.